# Míg a jackpot el nem választ
A Míg a jackpot el nem választ (eredeti cím: What Happens in Vegas) 2008-as romantikus vígjáték, amely Cameron Diaz és Ashton Kutcher főszereplésével készült.

## Cselekmény
Joy meglepetéspartit szervez vőlegényének, Masonnek, de a férfi mindenki szeme láttára dobja őt. Bár a fiatal nő utálja Vegast, egy barátnője mégis elviszi oda vigasztalódni. Mikor odaérnek, kiderül, hogy két férfi -Jack Fuller (akit nemrég rúgott ki az apja) és "Hater" – ugyanazt a lakosztályt kapta, mint ők. Először nem szimpatikusak egymásnak, de aztán jobban megismerik egymást, és este elmennek egy buliba, ahol Jack és Joy részegen összeházasodnak. Másnap reggel elhatározzák, hogy elválnak, de egy játékgép csúnyán keresztülhúzza számításaikat. Ugyanis mikor Jack bedobja Joy pénzét a gépbe, megnyerik a jackpotot: hárommillió dollárt. Nem tudják eldönteni, kié legyen a pénz, ezért a bírósághoz fordulnak, ahol 6 hónap házasságra ítélik őket. Nincs mit tenni: Joy beköltözik Jack lakásába, és fél évig szívatják egymást. Joy céges buliján azonban minden megváltozik közöttük... Az utolsó tárgyaláson azonban Joy kérésére mégis elválnak, és Jack megkapja a teljes összeget. Joy megszökik egy világítótoronyhoz, de előtte összetalálkozik Masonnel, aki újra szeretné kezdeni vele, de a nő visszautasítja. Végül Jacknél győz a szíve: Joy után megy, és még a tengerparton megkéri a kezét, nem sokkal ez után pedig újra összeházasodnak.

## Szereplők
| Szerep        | Színész           | Magyar hang    |
| ------------- | ----------------- | -------------- |
| Joy           | Cameron Diaz      | Für Anikó      |
| Jack          | Ashton Kutcher    | Tokaji Csaba   |
| Tipper        | Lake Bell         | Kéri Kitty     |
| Hater         | Rob Corddry       | Maday Gábor    |
| Kelly         | Krysten Ritter    | Németh Borbála |
| Dave          | Zach Galifianakis | Janicsek Péter |
| Banger        | Dennis Farina     | Szersén Gyula  |
| Dr. Twitchell | Queen Latifah     | Kocsis Mariann |
| Mr. Fuller    | Treat Williams    | Csankó Zoltán  |
| Whopper bíró  | Dennis Miller     | Háda János     |